# Кузнєцов Олексій Олександрович
Олексій Олександрович Кузнєцов (нар. 2 грудня 1979, Сєвєродонецьк, Луганська область, УРСР) — український підприємець, політик. Народний депутат України XIX скл. від партії Слуга народу. Член тимчасової слідчої комісії ВРУ щодо перевірки стану Укрзалізниці та розслідування пов'язаних з нею справ (з 27 січня 2021).

## Життєпис
Закінчив факультет «Економіка та підприємництво» Східноукраїнського національного університету імені В. Даля. Кандидат економічних наук.
Кандидат у народні депутати від партії «Слуга народу» на парламентських виборах 2019 року (виборчий округ № 106, м. Сєвєродонецьк, частина м. Кадіївка, частина Попаснянського району). На час виборів: тимчасово не працює, проживає в м. Сєвєродонецьк Луганської області. Безпартійний.
Член Комітету з питань прав людини, деокупації та реінтеграції тимчасово окупованих територій, голова підкомітету з питань прав і свобод осіб, які проживають на тимчасово окупованих територіях України та внутрішньо переміщених осіб.

## Розслідування

### Підозра у корупції
У серпні 2025 року НАБУ і САП оприлюднили дані справи про масштабну корупцію під час закупівель БПЛА та РЕБ для ЗСУ. Серед підозрюваних були Сергій Гайдай і нардеп від Слуги народу Олексій Кузнєцов. За даними розслідування, за укладення договорів на закупівлю продукції за завищеними цінами, учасники схеми отримували 30 % від суми контракту.
У серпні 2025 року Кузнєцова було затримано в рамках справи. За даними САП, Кузнєцова затримали під час отримання хабаря. З початком розслідування, Кузнєцова зняли з керівництва луганського осередку Слуги народу і планували виключити з партії. 4 серпня ВАКС відправив Кузнєцова під варту на 60 днів з можливістю внесення застави розміром 8 млн грн.